# Maláj labdarúgó-válogatott
A maláj labdarúgó-válogatott – avagy becenevükön A Tigrisek – Malajzia nemzeti csapata, amelyet a maláj labdarúgó-szövetség (angolul: Football Association of Malaysia) irányít.

## Világbajnoki szereplés
- 1930–1970: Nem indult.
- 1974–2018: Nem jutott be.

## Ázsia-kupa-szereplés
- 1956–1972: Nem jutott be.
- 1976: Csoportkör.
- 1980: Csoportkör.
- 1984–2004: Nem jutott be.
- 2007: Csoportkör.
- 2011: Nem jutott be.
- 2015: Nem jutott be.